# 黑爾鎮區 (愛荷華州瓊斯縣)
黑爾鎮區（英語：Hale Township）是位於美國愛荷華州瓊斯縣的一個行政鎮區。

## 地方資料
根據2010年美國人口普查的數據，黑爾鎮區的面積為93.93平方千米，當中陸地面積為93.34平方千米，而水域面積為0.59平方千米。當地共有人口307人，而人口密度為每平方千米3.27人。